# Breathe (singel Blu Cantrell)
Breathe – singel amerykańskiej piosenkarki Blu Cantrell. Pochodzi z albumu Bittersweet z 2003 roku.

## Lista utworów
UK CD #1/EU CD single
1. "Breathe" [Rap Version] (featuring Sean Paul) – 3:48
2. "Breathe" [Album Version] – 3:25
3. "Breathe" [Ed Funk & D Rok Remix] – 5:31

French CD single
1. "Breathe" [Rap Version – Radio Mix] (featuring Sean Paul) – 3:51
2. "Breathe" [Album Version – Radio Mix] – 3:21

CD single
1. "Breathe" [Rap Version] (featuring Sean Paul) – 3:48
2. "Breathe" [Rap Version] (featuring E-40) – 3:45
3. "Breathe" [Instrumental] – 3:46

UK CD #2/EU Maxi single
1. "Breathe" [Rap Version – Radio Mix] (featuring Sean Paul) – 3:49
2. "Breathe" [Album Version – Radio Mix] – 3:21
3. "Breathe" [Andy & The Lamboy Radio Mix] – 3:46
4. "Breathe" [Instrumental] – 3:45

US 12" maxi single (2002)
A-side
1. "Breathe" [Rap Version] (featuring Sean Paul) – 3:48
2. "Breathe" [Instrumental] – 3:45
3. "Breathe" [Rap Version Acappella] (featuring Sean Paul) – 3:48

B-side
1. "Breathe" [Rap Version] (featuring E-40) – 3:45
2. "Breathe" [Instrumental] – 3:40
3. "Breathe" [Rap Version Acappella] – 3:43